# Camelio Majareto
Camelio Majareto es una historieta española de Gustavo Martínez Gómez, más conocido por su pseudónimo de Martz Schmidt quién, en este caso, trabajó casi siempre con algunos de los guionistas habituales de la Editorial Bruguera de la época como Jaume Ribera, González Cremona o Montse Vives. Se publicó de 1976 a 1986.
El protagonista de esta serie es un psiquiatra desequilibrado, como su propio apellido sugiere. A sus pacientes les aplica métodos de curación bastante inusuales que o bien resultan ser innecesarios (por ejemplo en una historieta toma a un delincuente al que busca la policía por un afectado por manía persecutoria) o bien funcionan de manera dudosa (en una historieta "cura" a un paciente de su manía de ser un dálmata haciéndole creer que es un caniche.) Además casi nunca logra que sus pacientes le paguen sus honorarios. La serie disfrutó del habitual dinamismo gráfico y narrativo que Martz Schimdt aplicaba a sus viñetas.
Su primera aparición tuvo lugar en la revista Mortadelo Gigante nº13, de 1976. En el siguiente número apareció con el nombre de Camelio Majarétez, que no volvería a repetir. Desde entonces siempre sería Camelio Majareto.

## Personajes
- Camelio Majareto: es un psiquiatra más desequilibrado que sus propios pacientes. Siempre viste de negro, con pajarita y gafas, luciendo un pequeño bigote bajo la nariz. Tiene un cierto parecido con Groucho Marx.[3]

- Pili (o Piluchi): La secretaria de Camelio, es una joven muy atractiva con un papel más bien secundario.[1]